# Прая-де-Шавеш
Прая-де-Шавеш (порт. Praia de Chaves, також: Praia da Chave) — пляж у західній частині острова Боа-Вішта в Кабо-Верде, недалеко від міста Рабіл . Має довжину близько 5 км.

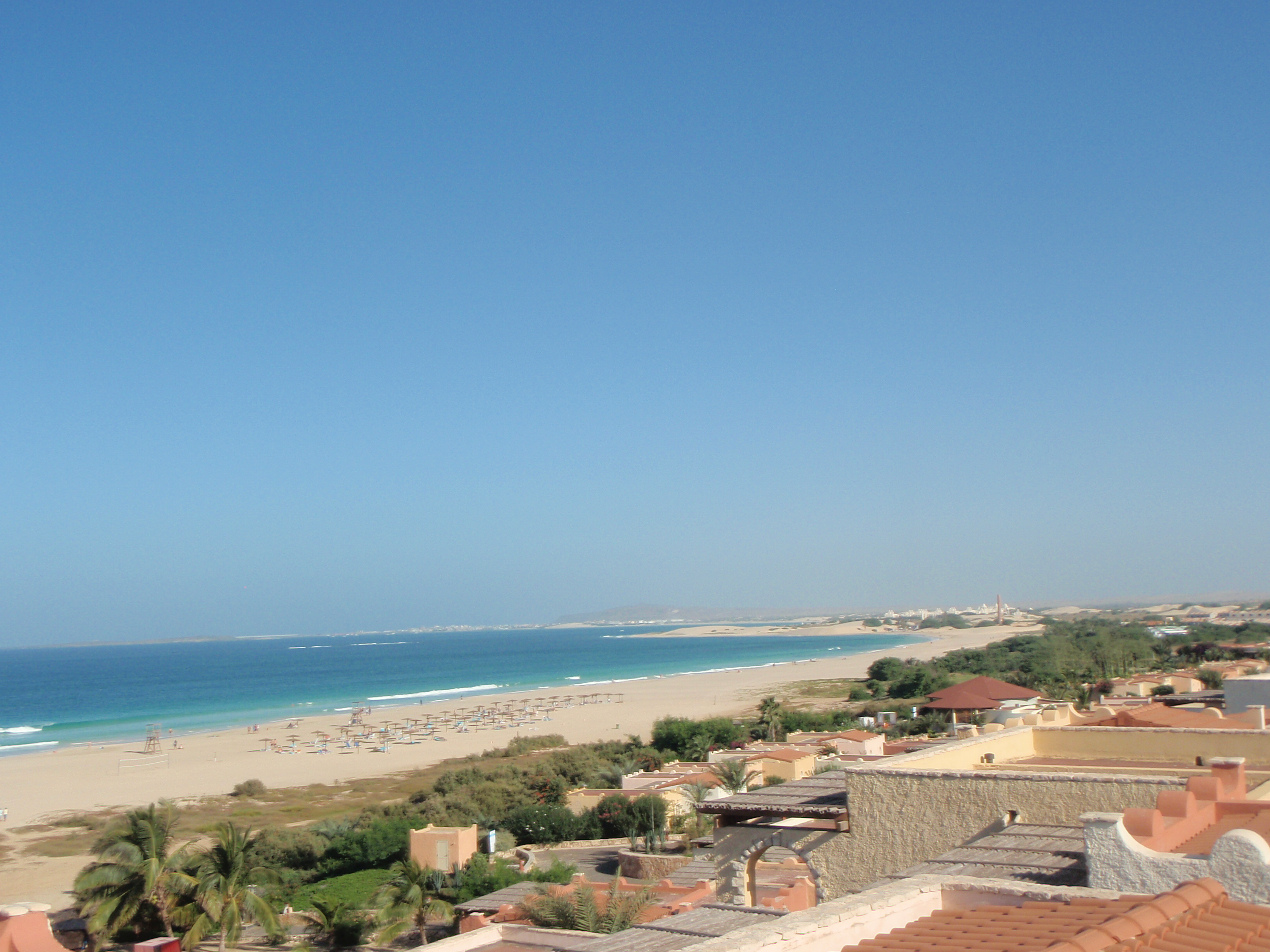
Прая-де-Шавеш з готелями та курортами

У північній частині пляжу, недалеко від Рабіля, розташовані туристичні курорти. 
Південна частина занесена до природного заповідника Морру-де-Арейя.